# Le Beau Rôle (film, 1932)
Pour les articles homonymes, voir Le Beau Rôle.
 (juillet 2025).
Pour plus de détails, voir Fiche technique et Distribution.
Le Beau Rôle est un court métrage français, une comédie, réalisé par Roger Capellani, sorti en 1932.

## Fiche technique
- Titre original : Le Beau Rôle
- Réalisation : Roger Capellani
- Scénario : Rip
- Production et distribution : Paramount Pictures
- Tournage : studios de Joinville-le-Pont
- Pays d'origine :  France
- Format : Noir et blanc - 1,37:1 - 35 mm - son mono
- Genre : Comédie
- Durée : 21 min (métrage : 600 mètres)
- Date de sortie : France - 1932

## Distribution
- Dranem
- Edwige Feuillère
- Robert Arnoux
- Léonce Corne